# 骆越

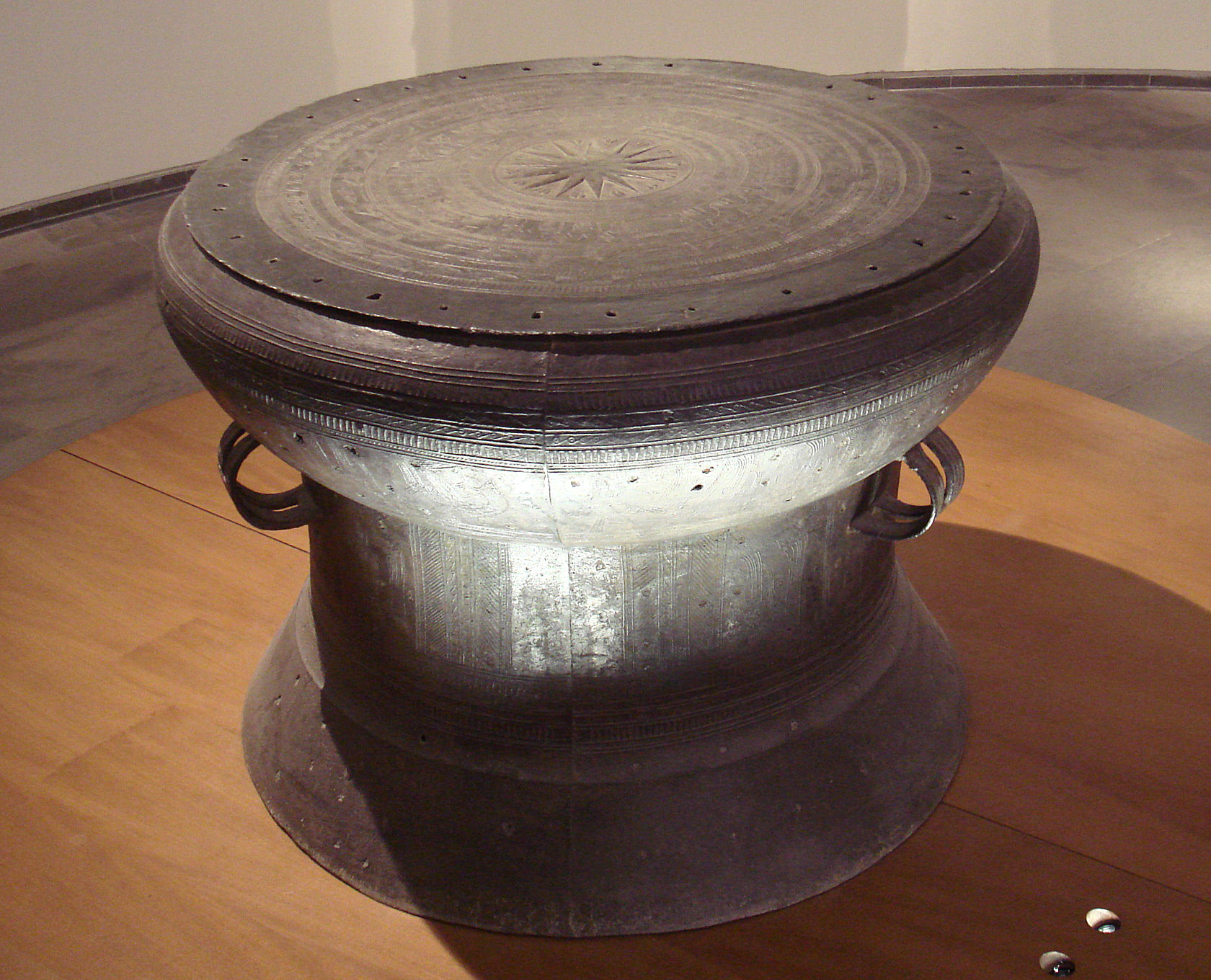
骆越青銅鼓（前1000年中葉）

骆越，又作雒越、貉越，最早源自於於越，屬百越的一支，分布在今中國廣東西南部、廣西南部，越南北部一帶，海南，中心曾經為交趾一帶。
「骆越」的「駱」在南亞語系解作「水」，南亞語系擬音/dak/，所以“骆田”就是水田。（陈杰解作壯語「竹」ruk）。他們以農業維生，自戰國時代生活在廣西，駱越人經常與西甌人（首府是鬱林）共存于同一地区，故古籍上也將他們併稱。後被併入南越，漢朝在此置交趾、九真、日南等郡。
骆越是百越製作銅鼓的技術很高。骆越在戰國末年迁移至越南紅河一帶，成立瓯骆国；東漢後改稱「里人」。與骆越血缘最接近的民族是壯族、京族、黎族、芒族等南亞語系民族。骆越创造的東山文化傳播至東南亞各國。

## 傳說
《大越史記》中記載貉龍君之子鴻龐氏，繼承其名號，為雒王。其建立的国家文郎，可能就是骆越。